# 3186 Manuilova
3186 Manuilova је астероид главног астероидног појаса чија средња удаљеност од Сунца износи 3,107 астрономских јединица (АЈ).
Апсолутна магнитуда астероида је 12,3.